# Shin (rivière de Nouvelle-Zélande)
Pour les articles homonymes, voir Shin.
La rivière Shin  (en  anglais : Shin River)  est un cours d'eau dans l’Île du Sud de la Nouvelle-Zélande coulant dans la région de Marlborough .

## Géographie
Elle s’écoule vers le nord à partir de sa source située dans la chaîne de Inland Kaikoura Range pour atteindre la rivière Hodder, qui est une partie du système du fleuve Awatere, située à 40 km au sud-ouest de la ville de Seddon.